# Hrvanje na OI 2012.
Hrvanje na OI 2012. u Londonu održavalo se od 5. do 12. kolovoza u londonskom ExCeL Centru.

## Osvajači medalja

### Muškarci slobodni stil
| Kategorija | Zlato               | Srebro                   | Bronca                             |
| 55 kg      | Djamal Otarsultanov | Vladimer Khinchegashvili | Yang Kyong-Il Shinichi Yumoto      |
| 60 kg      | Toghrul Asgarov     | Besik Kudukhov           | Coleman Scott Yogeshwar Dutt       |
| 66 kg      | Tatsuhiro Yonemitsu | Sushil Kumar             | Akzhurek Tanatarov Liván López     |
| 74 kg      | Jordan Burroughs    | Sadek Gudarzi            | Soslan Tigiev Denis Tsargush       |
| 84 kg      | Sharif Sharifov     | Jaime Espinal            | Dato Marsagishvili Ehsan Lašgari   |
| 96 kg      | Jake Varner         | Valerii Andriitsev       | Giorgi Gogshelidze Khetag Gazyumov |
| 120 kg     | Artur Taymazov      | Davit Modzmanashvili     | Komeil Gasemi Bilyal Makhov        |

### Muškarci grčko-rimski stil
| Kategorija | Zlato         | Srebro            | Bronca                               |
| 55 kg      | Hamid Surijan | Rovshan Bayramov  | Péter Módos Mingiyan Semenov         |
| 60 kg      | Omid Novruzi  | Revaz Lashkhi     | Zaur Kuramagomedov Ryutaro Matsumoto |
| 66 kg      | Kim Hyeon-Woo | Tamás Lőrincz     | Manuchar Tskhadaia Steeve Guenot     |
| 74 kg      | Roman Vlasov  | Arsen Julfalakyan | Aleksandr Kazakevič Emin Ahmadov     |
| 84 kg      | Alan Khugayev | Karam Gaber       | Daniyal Gadzhiyev Damian Janikowski  |
| 96 kg      | Gasem Rezaei  | Rustam Totrov     | Artur Aleksanyan Jimmy Lidberg       |
| 120 kg     | Mijaín López  | Heiki Nabi        | Riza Kayaalp Johan Eurén             |

### Žene
| Kategorija | Zlato             | Srebro         | Bronca                                   |
| 48 kg      | Hitomi Obara      | Mariya Stadnik | Clarissa Chun Carol Huynh                |
| 55 kg      | Saori Yoshida     | Tonya Verbeek  | Jackeline Rentería Yuliya Ratkevich      |
| 63 kg      | Kaori Icho        | Jing Ruixue    | Lubov Volosova Soronzonboldyn Battsetseg |
| 72 kg      | Natalia Vorobieva | Stanka Zlateva | Guzel Manyurova Maider Unda              |

## Vanjske poveznice
- Hokej na travi London 2012.
- Međunarodna hrvačka organizacija  Arhivirana inačica izvorne stranice od 14. rujna 2012. (Wayback Machine)